# Eric Björkander
Nils Eric Roland Björkander (Karlskrona, 11 giugno 1996) è un calciatore svedese, difensore del Brommapojkarna.

## Caratteristiche tecniche
Originariamente era un terzino in grado di giocare su entrambe le fasce, ma a partire dal campionato 2017 è stato riconvertito a difensore centrale dall'allenatore del GIF Sundsvall Joel Cedergren.

## Carriera
Nativo di Karlskrona, cittadina della Svezia meridionale, ha fatto parte del settore giovanile del Rödeby e del Lyckeby, due omonime aree urbane della zona. Nell'agosto del 2012 è entrato nel vivaio del Mjällby, squadra che all'epoca militava in Allsvenskan.
Il 18 agosto 2014 è sceso in campo per la prima volta in una partita di Allsvenskan, giocando l'intera partita tra Djurgården e Mjällby, terminata con un netto 4-0 in favore della squadra stoccolmese di casa. Dodici giorni ha collezionato (giocando sempre tutti i 90 minuti) la sua seconda e ultima presenza in campionato nell'1-1 esterno contro l'Häcken. I gialloneri hanno chiuso poi il torneo al penultimo posto in classifica, retrocedendo in seconda serie.
Björkander è rimasto al Mjällby anche per la stagione successiva, trovando maggiore spazio in prima squadra con 26 presenze all'attivo sulle 30 totali della Superettan 2015.
A partire dalla stagione 2016 il giocatore si è trasferito al GIF Sundsvall, nel campionato di Allsvenskan, con un contratto di tre anni. Nel 2016 ha giocato solo quattro partite in campionato, ma nel corso delle tre stagioni seguenti è stato spesso utilizzato nell'undici titolare. Prima dell'inizio della stagione aveva rinnovato fino al 2020, ma il GIF Sundsvall ha terminato l'Allsvenskan 2019 all'ultimo posto ed è retrocesso.
Nel gennaio 2020, Björkander ha fatto ritorno al Mjällby, squadra che al contrario era appena salita in Allsvenskan. L'accordo aveva una validità triennale, ma nel luglio del 2021 le sue buone prestazioni hanno indotto i turchi dell'Altay ad acquistarlo in quella che è stata una delle cessioni più remunerative nella storia del Mjällby. La prima stagione in Turchia Björkander l'ha trascorsa nella massima serie nazionale, ma la retrocessione giunta al termine della Süper Lig 2021-2022 ha fatto sì che Björkander e l'Altay giocassero l'annata 2022-2023 in seconda serie.
Nel giugno 2023 ha rescisso anticipatamente il contratto che lo legava al club turco, ed un mese più tardi è stato presentato dai croati dell'Istria 1961. Anche in questo caso, tuttavia, ha sciolto in anticipo l'accordo che lo legava al club, visto che la sua permanenza in Croazia è durata solo cinque mesi.
Il 4 gennaio 2024 è tornato ad essere un giocatore di una squadra del campionato di Allsvenskan con l'ingaggio biennale da parte del Brommapojkarna.